# Гердтс, Уильям
Уильям Гердтс (англ. William Gerdts), полное имя Уильям Генри Гердтс младший (англ. William Henry Gerdts Jr.; 18 января 1929, Джерси-Сити, Нью-Джерси, США — 14 апреля 2020) — американский искусствовед, историк искусства и музейный куратор, профессор, автор ряда книг по истории американского искусства.

## Биография
Уильям Гердтс родился 18 января 1929 года в Джерси-Сити (штат Нью-Джерси, США) в семье Уильяма Гердтса старшего (William H. Gerdts) и Сюзанны Зоновик (Suzanne Zonowick). Когда ему было девять лет, семья переехала в Нью-Йорк, поселившись в районе Джэксон-Хайтс (Куинс). В 1945 году Гердтс окончил Newtown High School, расположенную в Элмхерсте (Куинс).
С 1945 года Гердтс учился в Амхерстском колледже (Амхерст, штат Массачусетс), где в 1949 году получил степень бакалавра искусств (B.A.). В том же 1949 году он продолжил обучение в Гарвардском университете, однако после четырёх дней занятий в школе права решил сменить основной предмет и зарегистрировался в Гарвардской высшей школе искусств и наук, где в 1950 году получил степень магистра искусств (M.A.).
В 1953—1954 годах Гердтс работал куратором в Норфолкском музее искусств и наук (ныне Художественный музей Крайслера), расположенном в Норфолке (штат Виргиния). В 1954—1966 годах он работал куратором в Ньюаркском музее (ныне Ньюаркский художественный музей), расположенном в Ньюарке (штат Нью-Джерси). В 1966 году в Гарвардском университете он получил степень доктора философии (Ph.D.), тема диссертации — «Живопись и скульптура в Нью-Джерси» (англ. Painting and sculpture in New Jersey). 
В 1966—1969 годах Гердтс преподавал в Мэрилендском университете в Колледж-Парке, где у него была должность ассоциированного профессора. В 1969 году он возвратился в Нью-Йорк, где работал сотрудником Coe Kerr Gallery. С 1971 года Гердтс работал в Бруклинском колледже (Нью-Йорк), сначала ассоциированным профессором, а затем, с 1974 года, полным профессором. В 1985—1999 годах он был профессором в отделении аспирантуры Городского университета Нью-Йорка, а с 1999 года стал профессором-эмеритом.
В течение многих лет Уильям Гердтс и его жена, Эбигейл Бут Гердтс (Abigail Booth Gerdts), собирали натюрморты американских художников и другие произведения искусства. Их коллекция была представлена на выставке For Beauty and for Truth: The William and Abigail Gerdts Collection of American Still Life («За красоту и истину: Коллекция американских натюрмортов Уильяма и Эбигейл Гердтсов»), организованной в 1998 году в Амхерстском колледже. В 2018 году Уильям и Эбигайл Гердтсы передали часть своей коллекции и собрание книг Национальной галерее искусства в Вашингтоне.   
Уильям Гердтс скончался 14 апреля 2020 года в больнице White Plains Hospital (Уайт-Плейнс, округ Уэстчестер, штат Нью-Йорк). Причиной смерти стали осложнения, связанные с COVID-19.

## Сочинения Уильяма Гердтса
- Nature's bounty & man's delight: American 19th-century still-life painting (совместно с Кэтрин Коффи). Newark Museum, 1958, 13 p.
- Drawings of Joseph Stella from the Collection of Rabin & Krueger. Newark, Rabin & Krueger Gallery, 1962, 151 p.
- Painting and sculpture in New Jersey. Princeton, Van Nostrand, 1964, 276 p.
- American still-life painting (совместно с Расселлом Берком), New York, Praeger, 1971, 264 p.
- American neo-classic sculpture: The marble resurrection. New York, Viking Press, 1973, 160 p.
- The great American nude: A history in art, New York, Praeger, 1974, 224 p., ISBN 978-0275435103
- The art of healing: Medicine and science in American art. Birmingham Museum of Art, 1981, 119 p.
- Painters of the humble truth: Masterpieces of American still life, 1801—1939. Columbia, University of Missouri Press, 1981, 293 p.
- Down Garden Paths: The Floral Environment in American Art. Rutherford, Fairleigh Dickinson University Press, 144 p., ISBN 978-0838632147
- American impressionism. New York, Abbeville Press, 1984, 336 p., ISBN 978-0896594517 (2-е издание: 2000, 368 р., ISBN 978-0789207371)
- The art of Henry Inman (совместно с Кэрри Реборой). Washington, National Portrait Gallery, Smithsonian Institution, 1987, 189 p.
- Art across America. Two centuries of regional painting: 1710—1920, 3 volumes. New York, Abbeville Press, 1990, 1213 p., ISBN 978-1558590335
- American impressionism: Masterworks from public and private collections in the United States. Lugano-Castagnola, Thyssen-Bornemisza Foundation, 1990, 161 p.
- Monet's Giverny: An impressionist colony. New York, Abbeville Press, 1993, 256 p.
- Impressionist New York. New York, Abbeville Press, 1994, 224 p., ISBN 978-1558593282
- William Glackens. New York, Abbeville Press, 1996, 279 p., ISBN 978-1558598683
- The Color of Modernism: The American Fauves. New York, Hollis Taggart Galleries, 1997. 159 p.
- California impressionism (совместно с Уиллом Саутом). New York, Abbeville Press, 1998, 284 p.
- Childe Hassam: Impressionist (совместно с Уорреном Аделсоном и Джеем Кантором). New York, Abbeville Press, 1999, 256 p., ISBN 978-0789205872
- Pennsylvania impressionism (совместно с Брайаном Питерсоном и Сильвией Янт), Doylestown/Philadelphia, Michener Art Museum and University of Pennsylvania Press, 2002, 340 p., ISBN 978-0812237009
- The golden age of American impressionism. New York, Watson-Guptill, 2003, 128 p., ISBN 978-0823020935
- Once Upon an Island: Stephen Scott Young in the Bahamas. Adelson, 2012, 244 p., ISBN 978-0981580142
- Two centuries of American still-life painting: The Frank and Michelle Hevrdejs Collection. Museum of Fine Arts Houston, 2017, 388 p., ISBN 978-0300225914